# Frank Cepollina
Frank J. Cepollina (Castro Valley, 1936) é um engenheiro e inventor estadunidense.